# موتور شهدوست بامری
موتور شهدوست بامری یک منطقهٔ مسکونی در ایران است که در دهستان جلگه چاه هاشم واقع شده‌است.